# Зидж
Зидж (перс. زيج‎) — общее название для астрономических таблиц в странах ислама. Помимо самих таблиц, в зиджах давались правила пользования ими и часто — более или менее теоретические развёрнутые доказательства этих правил.
Зиджи предназначались для решения задач, с которыми приходилось сталкиваться астроному-практику в его повседневной работе. К этим задачам относились задачи измерения времени (от составления календарей до определения длительности дня и времени совершения намаза), нахождения географических координат места и азимута киблы, важные для астрологии задачи вычисления положения светил на небесной сфере, их соединений и противостояний, моментов восхода и захода, а также моментов лунных и солнечных затмений.
В зиджах обязательно имелись главы, посвящённые плоской и сферической тригонометрии. Наряду с таблицами тригонометрических функций в них приводились основные соотношения между этими функциями. Поэтому зиджи играли также роль учебников тригонометрии.
Самые ранние зиджи составлялись на основе индийских астрономических таблиц Ариабхаты и Брахмагупты, а также составленных на языке пехлеви сасанидских «Шахских таблиц». Теоретическую основу большинства зиджей составляет «Альмагест» Клавдия Птолемея.

## Пример содержания зиджа
В качестве примера может быть рассмотрен «Большой Хакимов зидж» Абу-л-Хасана ибн Юниса. В этом зидже 81 глава:
1) Об эрах; 2) О долготах местностей; 3) О среднем и истинном времени; 4) О разных зиджах и их ошибках; 5) О позднейших наблюдениях Солнца; 6) О среднем движении Солнца и уравнении Солнца; 7) О переводе времени к местностям с другой долготой; 8) О местах апогеев и узлов орбит Луны и планет; 9) Об эфемеридах Солнца, Луны и планет; 10) О синусах и их таблицах; 11) О наклоне эклиптики; о тангенсах и их таблицах; 12) О полуденной высоте Солнца на всех широтах; 13) О восхождении знаков зодиака на земном экваторе; 14) Разность дня и ночи на различных широтах; 15) О дневной и ночной дуге, о равных и неравных часах; 16) О заре и сумерках; 17) Определение двенадцати астрологических домов; 18) О расстоянии восхода и высоте на нулевом азимуте; 19) Об измерении горизонтов; 20) Вычисление азимута по высоте и склонению; 21–27) Вычисления широты местности, азимута и высоты Солнца; 28) Определение азимута киблы; 29) Определение гороскопа в данной местности; 30) Определение широты местности с помощью индийского круга; 31–37) Аналогичные задачи сферической астрономии; 38–53) Определение координат светил; 54) Определение полюса эклиптики; 55–56) Определение расстояний Солнца и Луны от центра Земли; 57–58) Дополнительные задачи об определении координат светил; 59) Вычисление соединений и противостояний светил; 60–63) О параллаксе Солнца и Луны; 64–75) О диаметрах Солнца и Луны, тени Земли и затмениях Солнца и Луны; 76–79) О видимости и невидимости звёзд; 80–81) Об астрологических операциях дирекции и перемене годов мира и рождений.

## Список самых известных зиджей
За период с VIII по XV век астрономами стран ислама было составлено более 200 известных зиджей. Ещё около 100 зиджей было составлено в Индии с XVI по XVIII век.
- «Зидж по годам арабов» ал-Фазари (ум. 777)
- «Зидж, извлечённый из Синдхинда» Якуба ибн Тарика (ум. в 796 г.)
- «Изящный зидж» Джабира ибн Хайяна (721–815)
- «Ма‘мунов зидж, подвергнутый проверке» (ок. 830) ал-Джаухари и др.
- «Зидж ал-Хорезми» аль-Хорезми (780–850)
- «Дамасский зидж» Хаббаш аль-Хасиб (770–870)
- «Сабейский зидж» ал-Баттани (853–929)
- «Совершенный зидж» ал-Хашими (первая половина X в.)
- «Зидж тимпанов» ал-Хазина (900–971)
- «Книга неподвижных звёзд» (964) ас-Суфи (903–986)
- «Объемлющий зидж» Абу-л-Вавы (940–998)
- «Большой Хакимов зидж» Абу-л-Хасана ибн Юниса (950–1009)
- «Гордый зидж» ан-Насави (970–1070)
- «Всеобщий зидж» Кушьяра ибн Лаббана (971–1029)
- «Канон Ма‘суда» (1036) ал-Бируни (973–1048)
- «Хаэнский зидж» ал-Джайяни (989–1050)
- «Толедский зидж» аз-Заркали (1028–1087)
- «Маликшахов зидж» Омара Хайяма (1048–1131)
- «Санджаров зидж» (1120) ал-Хазини (первая половина XII в.)
- Шесть зиджей аш-Ширвани (середина XII в.)
- «Книга собрания начал и результатов» ал-Марракиши (ум. 1262)
- «Шахский зидж» (до 1220) ас-Салара (ум. 1262)
- «Ильханский зидж» Насир ад-Дина ат-Туси (1201–1274)
- Зидж Шамсуддина аль-Бухари (конец XIII в.)
- «Хаканский зидж» (1414 г.) ал-Каши (1380–1429)
- «Гурганский зидж» (1437 г.) Улугбека (1394–1449)
- «Зидж Мухаммад-шаха» Савай Джай Сингха (1686—1743)